# Скала Калирахис
Скала Калирахис (грч. Σκάλα Καλλιράχης) је приморско насељено место на острву  Тасос у периферији Источна Македонија и Тракија, Грчка. Према попису из 2021. године било је 554 становника.
Скала Калирахис је раније било мало пристаниште села Калирахи, које је постепено постало веће насеље. Први пут се помиње на попису из 1940. године са 124 становника. Становништво је углавном пореклом из Калирахија.